# Little Birch
Little Birch est une paroisse civile et un village du Herefordshire, en Angleterre.